# St. Michael (Bilderlahe)

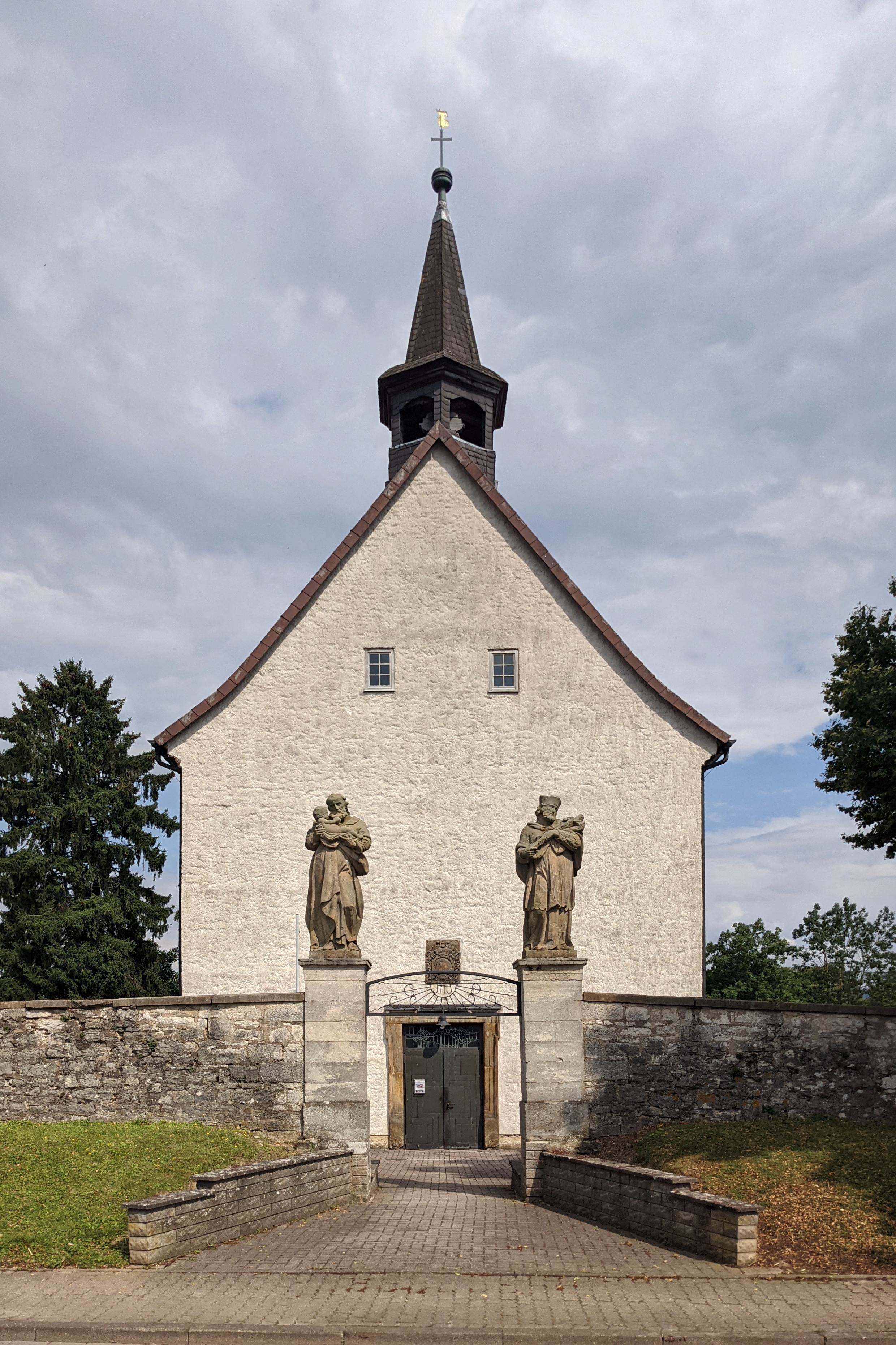
Eingangsseite der Kirche

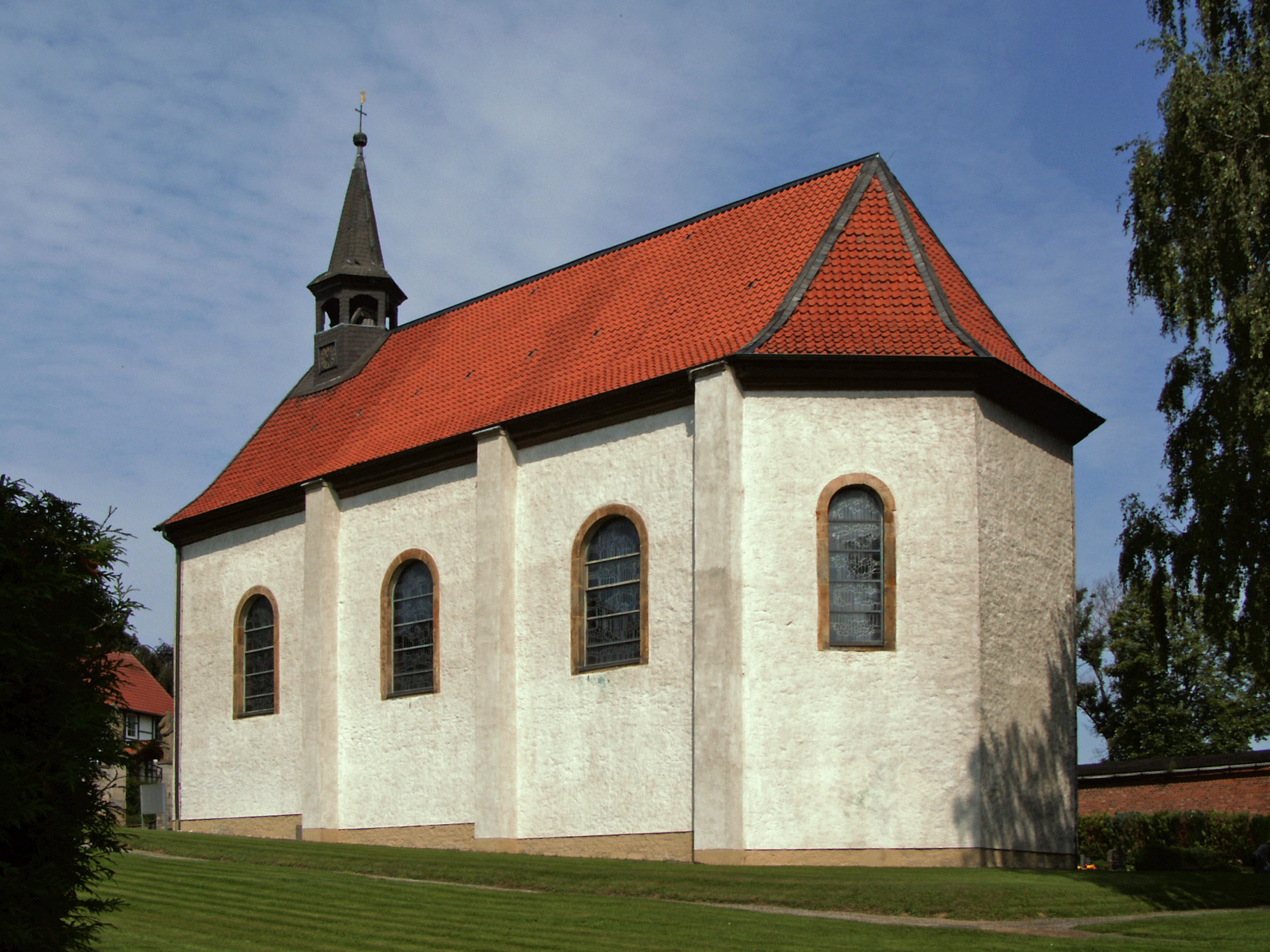
Ansicht von Südosten

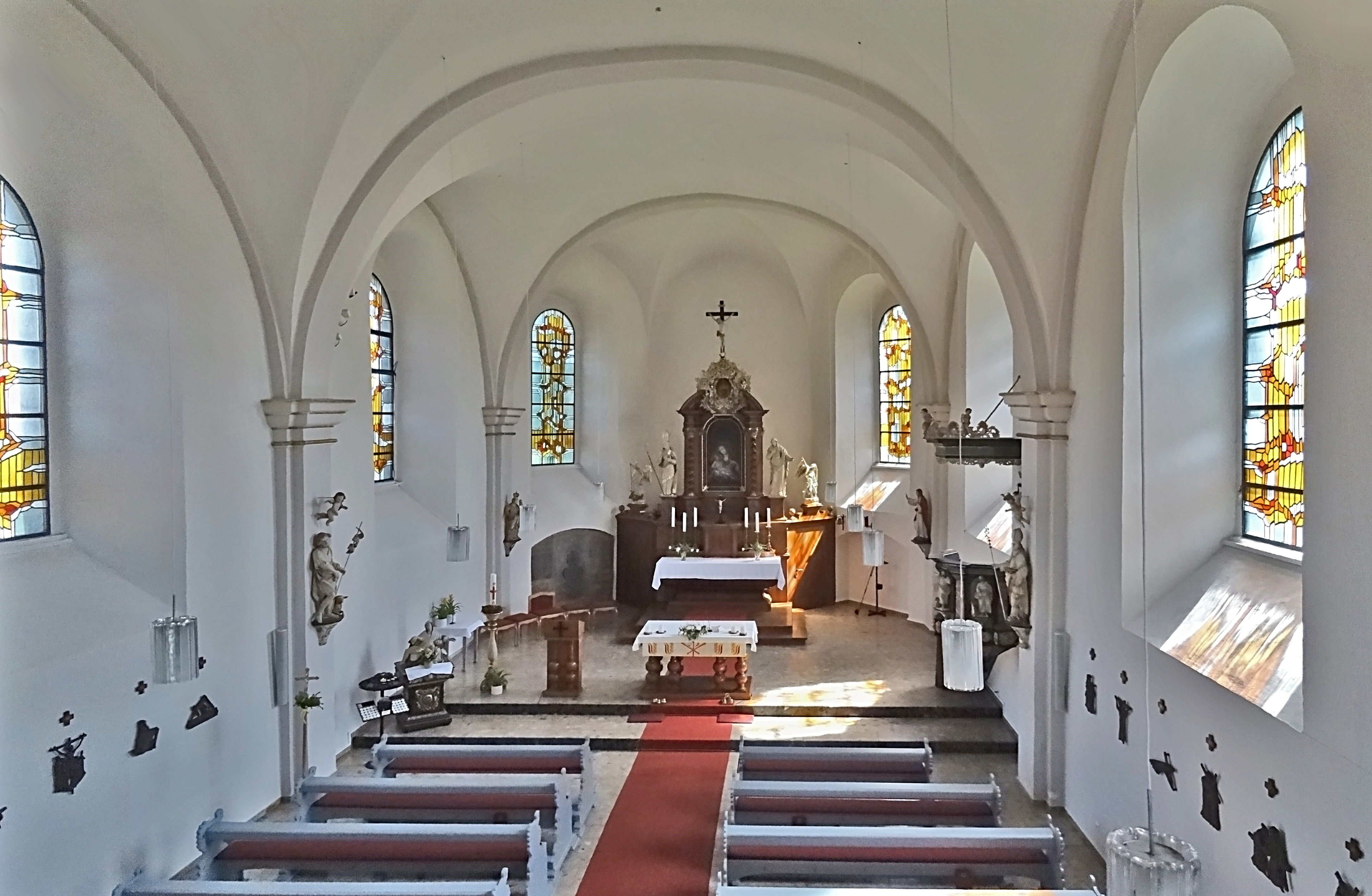
Blick in den Altarraum

Die katholische Kirche Sankt Michael ist nach dem Erzengel Michael benannt und befindet sich in der Lindenallee 13 in Bilderlahe, einem Ortsteil der Stadt Seesen, im Landkreis Goslar in Niedersachsen. Sie gehört zur Pfarrgemeinde „Maria Königin“ mit Sitz in Seesen, im Dekanat Alfeld-Detfurth des Bistums Hildesheim. Heute ist St. Michael die älteste Kirche im Stadtgebiet von Seesen.

## Geschichte
Bereits seit mindestens 1687 wurden in Bilderlahe katholische Kirchenbücher geführt. 1717 wurde die St.-Michael-Kirche errichtet und geweiht.
Von 1946 bis 1958 bestand die zur Kirchengemeinde „St. Michael“ gehörende Pfarrvikarie Echte, nachdem sich in Folge des Zweiten Weltkriegs katholische Flüchtlinge und Heimatvertriebene, vorwiegend aus Schlesien, im Raum Echte niedergelassen hatten. 1975/76 erfolgte eine größere Sanierung der Kirche, dabei wurde unter anderem der historische Sandsteinfußboden entfernt.
Seit Mai 2005 gehört die Kirche zum Dekanat Alfeld-Detfurth, zuvor gehörte sie zum Dekanat Goslar. Im April 2007 wurde ihre Filialkirche „St. Oliver“ in Rhüden profaniert. Seit dem 1. September 2010 gehört die St.-Michael-Kirche zur Seesener Pfarrgemeinde „Maria Königin“.
2016/17 wurde die Kirche unter Leitung des Architekten Klaus Determann renoviert. Dabei wurde der neben der Eingangstür befindliche Beichtstuhl durch ein Kruzifix aus der profanierten Kirche Hl. Familie in Münchehof ersetzt. Aus der ebenfalls profanierten Kirche St. Theresia vom Kinde Jesu in Bornum kam der Kreuzweg in die St.-Michael-Kirche. Dafür wurden in der St.-Michael-Kirche einige Engelfiguren entfernt, die mit ihrem Aussehen als nicht mehr zeitgemäß empfunden wurden. Am 23. April 2017 erfolgte die feierliche Wiedereröffnung der Kirche.

## Architektur und Ausstattung
Die in rund 157 Meter Höhe über dem Meeresspiegel gelegene geostete Barockkirche wurde aus Bruchsteinen erbaut. Ihr mit Dachziegeln eingedecktes Satteldach wird von einem mit Schiefer gedeckten Dachreiter mit einer Glocke gekrönt.

## Orgel

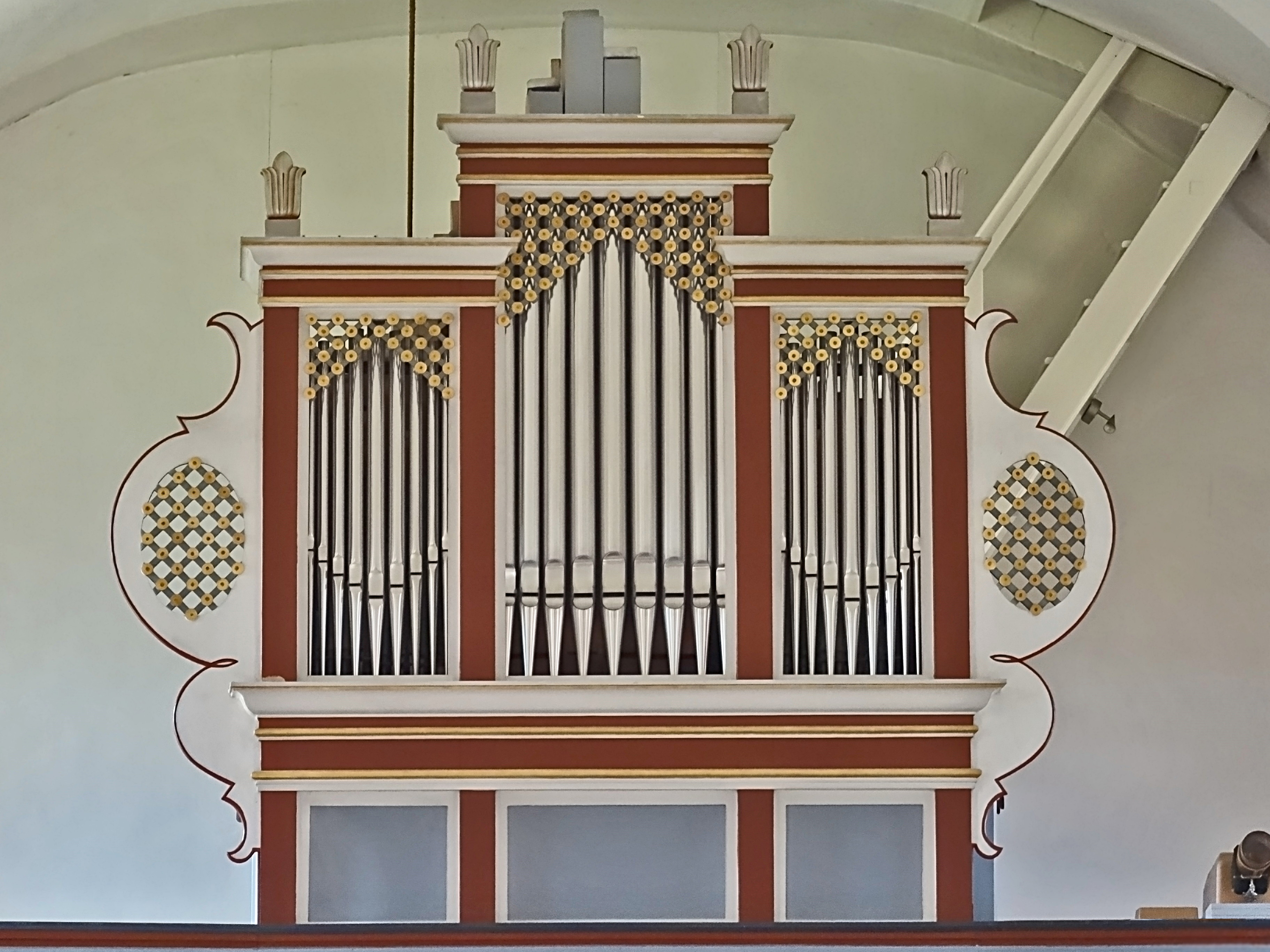
Orgel

Die Orgel wurde im Jahr 1887 von August Schaper erbaut und ist bis auf das 1953 umgestaltete Gehäuse weitgehend erhalten. Das Orgelwerk hat acht Register auf einem Manual und Pedal. Der Erhalt wird vom „Verein zur Erhaltung der Orgel in der Kirche St. Michael in Bilderlahe e. V.“ unterstützt.
| I Hauptwerk C–f3 |            |    |
| 1.               | Principal  | 8′ |
| 2.               | Salicional | 8′ |
| 3.               | Gedact     | 8′ |
| 4.               | Oktave     | 4′ |
| 5.               | Spitzflöte | 4′ |
| 6.               | Oktave     | 2′ |

| Pedal C–c1 |           |     |
| 7.         | Subbaß    | 16′ |
| 8.         | Principal | 8′  |

- Koppeln: I/P (eigene Ventile, Oktave 2′ koppelt nicht an)
- Spielhilfen: Forte- und Pianotritt